# Ciclova Română
Ciclova Română é uma comuna romena localizada no distrito de Caraș-Severin, na região de Banato. A comuna possui uma área de 81.28 km² e sua população era de 1600 habitantes segundo o censo de 2007.